# Butera Jane Knowless
Knowless (née Jeanne d'Arc Ingabire Butera ) est une chanteuse rwandaise, née le 1er octobre 1990 dans le district de Ruhango. Butera écrit plusieurs de ses propres chansons. Ses chansons abordent des thèmes tels que les relations amoureuses, les problèmes sociaux et la vie quotidienne.

## Biographie

### Jeunesse et vie personnelle
Jeanne d'Arc Ingabire Butera est née le 1er octobre 1990 dans le district de Ruhango. Elle est l'enfant unique de Jean-Marie Vianney Butera et Marie Claire Uyambaje, tous deux décédés. Sa mère était auparavant la chanteuse principale d'une chorale locale de l'Église adventiste du septième jour. Butera a fréquenté l'école primaire ESCAF à Nyamirambo, l'école secondaire APARUDE à Ruhango et l'école secondaire APACE à Kigali, avec une spécialisation en informatique et en gestion. À l'adolescence, elle chante dans la chorale locale. En 2012, elle commence un diplôme universitaire à l'Institut des sciences et de la technologie de Kigali.
En 2019, elle a obtenu un MBA à l'université chrétienne d'Oklahoma. Elle est mère de deux filles nommées Ora et Inzora Butera.

### Carrière musicale
Knowless publie son premier album, Komeza, en décembre 2011. Son deuxième album, Uwo Ndiwe, est sorti en mars 2013. Knowless est gérée sous le label Kina Music.
Elle s'est produite dans tout le Rwanda et dans les pays voisins, notamment en Ouganda, et a collaboré avec de nombreux artistes, notamment les Rwandais Danny, Paccy, Ciney, Jay Polly, Kamichi et Urban Boyz, et le groupe ougandais Vampos. Elle a cité comme inspirations la musicienne rwandaise basée en Belgique Cécile Kayirebwa et l'auteur-compositeur-interprète américaine de R&B Brandy Norwood. En 2021, elle a sorti un nouvel album intitulé INZORA.

### Récompenses
Knowless remporte le titre de " Meilleure nouvelle artiste " lors du concours des Salax Awards 2010. En août 2013, elle remporte la troisième place du concours annuel de talents Primus Guma Guma Super Star, qui s'est tenu au stade Amahoro. En mars 2013, elle a remporté son deuxième Salax Award, cette fois dans la catégorie " Meilleure artiste féminine ".
En 2013, Knowless est l'un des trois groupes rwandais à se produire lors de l'événement " Rwanda Day " qui s'est tenu à Londres. En 2015, Knowless Butera remporte la 5e édition de Primus Gumma Gumma Superstar, et elle est la première femme à gagner une telle compétition.